# Broderie d'or de Torjok

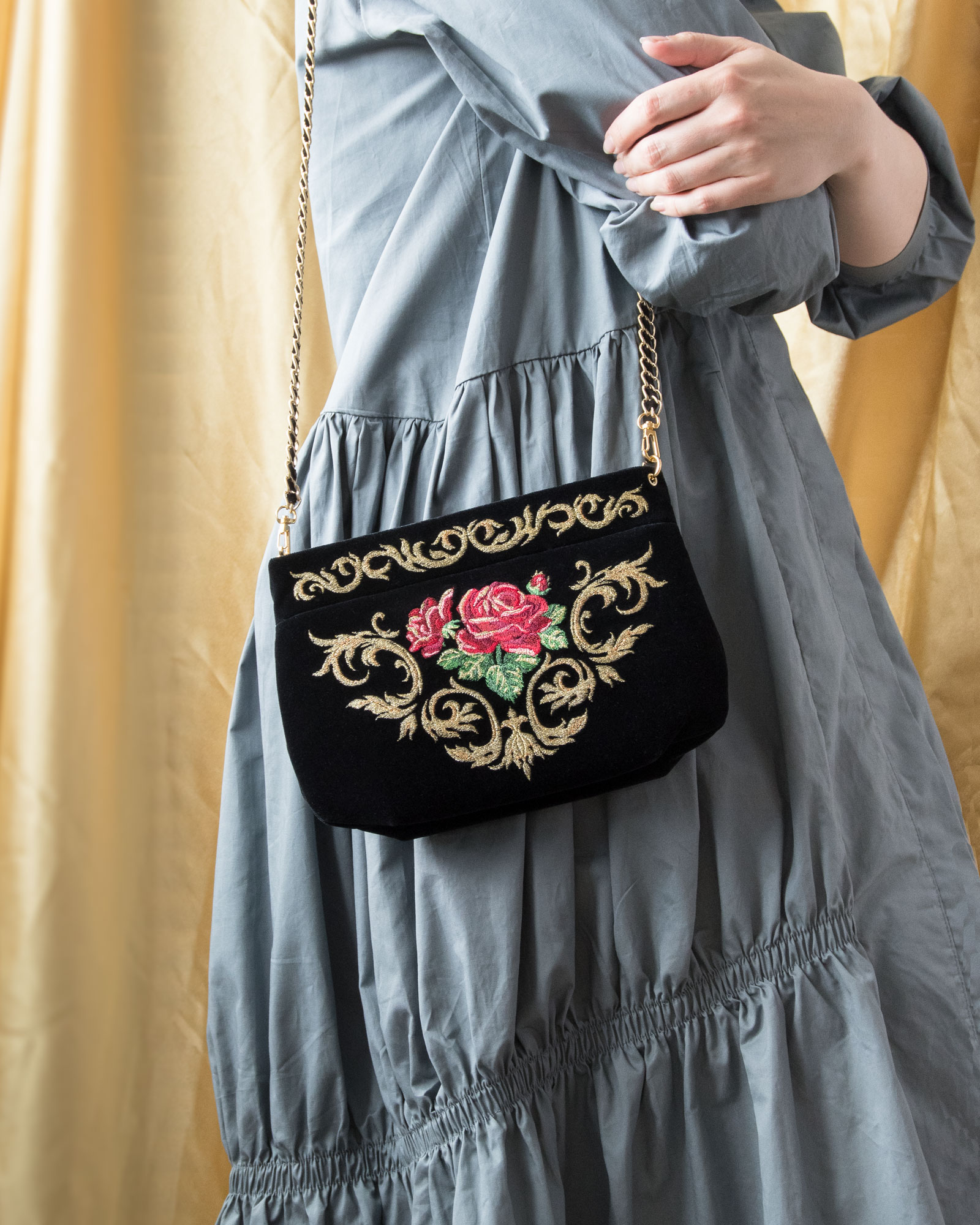
Broderie d'or de Torjok sur un sac.

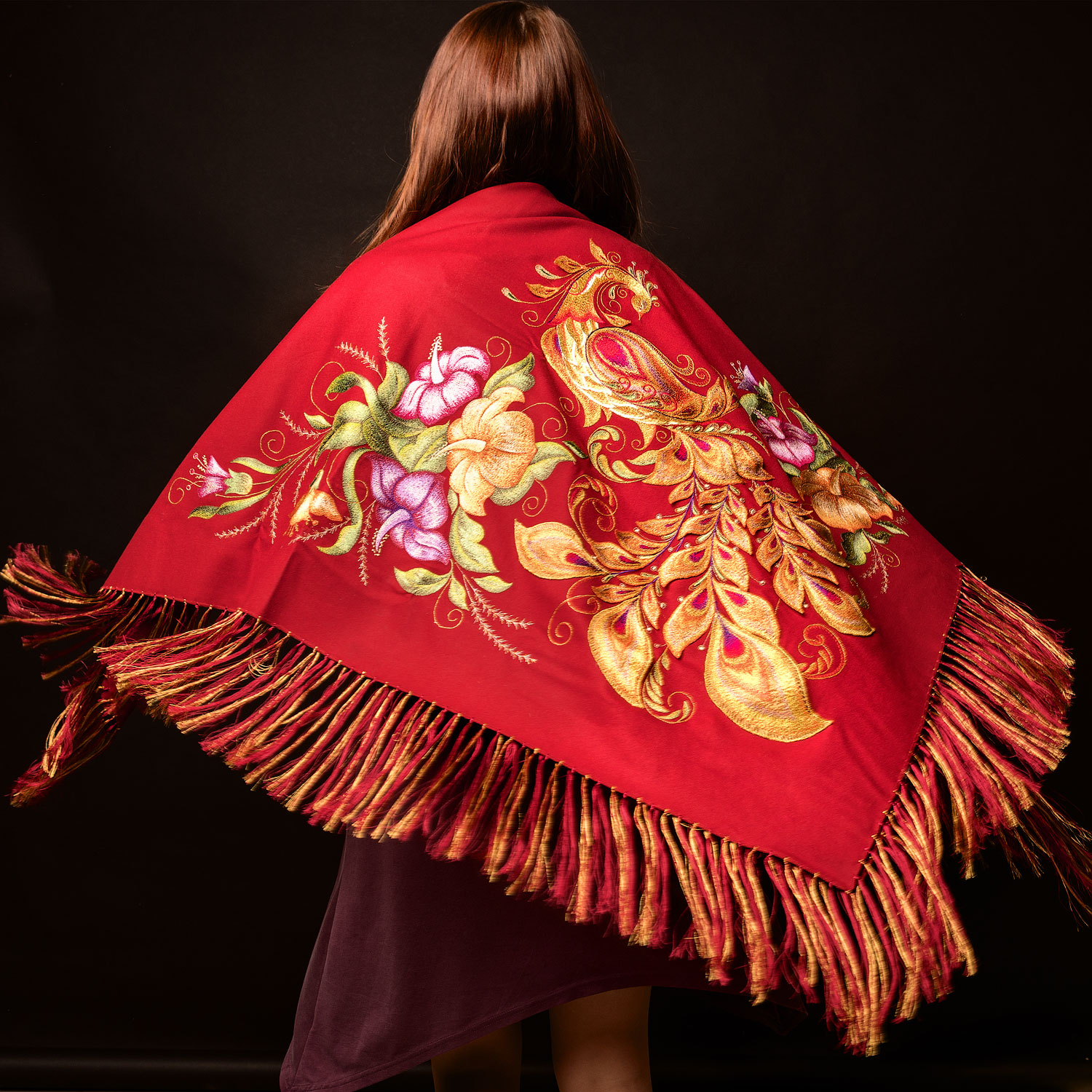
Écharpe en laine brodée de fils d'or et de soie

La broderie d'or de Torjok est un artisanat d'art russe situé dans la ville de Torjok, dans l'oblast de Tver, en Russie. Existant depuis le XIIIe siècle, il s'est principalement développé entre le XVIIIe et la première moitié du XIXe siècle.

## Histoire

### DuXIIIeau début duXXesiècle
La broderie d'or est existante à Torjok depuis le XIIIe siècle. Les archéologues, dans une couche de cendres laissée par un incendie en 1238, ont découvert un trésor composé de bijoux en argent, de débris d'argent et de fragments de vêtements de femme avec des superpositions d'argent et de dorure cousues,. La couture manuelle des femmes avec des fils d'or et d'argent répondait principalement à la demande des riches marchands, des boyards et des cours princières. La broderie torjokienne s'est inspirée des broderies byzantines, qui étaient au XIIIe siècle les références en la matière. Les broderies de la ville faisaient des coiffes, des ceintures, des chaussures, des costumes folkloriques, des sacs à mains, des tabliers ou bien des objets religieux,.
Son plus grand développement s'est produit dans la seconde moitié du XVIIIe et la première moitié du XIXe siècle. À cette époque, les artisanes de Torjok brodaient des chapeaux, des manches en mousseline, des tabliers, des ceintures, des chaussures en maroquin, des portefeuilles, des parties de costumes folkloriques et des objets d'église (comme des icônes) .Des commandes furent reçus de la cour impériale russe, les Romanov. En 1855, 30 des meilleurs brodeurs de Torjok furent même envoyés à Saint-Pétersbourg pour broder des armoiries à l'occasion du couronnement d’Alexandre II, objets aujourd'hui conservés musée de l’Ermitage,.
Dans la seconde moitié du XIXe siècle, en raison de l'évolution de la mode et des coûts élevés, la demande de broderie en or a chuté. Le zemstvo de Torjok s'est souciée de préserver la tradition de la broderie d'or, en ouvrant des ateliers en 1894 et en assurant les ventes. Au tournant des XIXe et XXe siècles, l'art reçoit les plus hautes récompenses lors d'expositions à Paris, Londres et Turin,.

### Période soviétique
En 1923, les ateliers reçurent une école professionnelle pour former des instructeurs de broderie et, en 1928, ses diplômés se regroupèrent dans l'artel de broderie d'or de Torjok, qui produisait des insignes pour l'Armée rouge et un petit nombre de produits traditionnels, comme des sous-mains, des oreillers ou encore des sacs à main entre autres. Durant le XIXe et le XXe siècle, les produits des broderies de Torjok furent exposés à Nijni Novgorod, Moscou, Philadelphie, Milan, Osaka, New York entre autres.
En 1960, l'usine du 8 mars a été créée, produisant des insignes de l'armée soviétique et de petites éditions de marque-pages, des fresques murales et des étuis à lunettes. Elle employait jusqu'à 1000 personnes, et produisait aussi des vêtements, des banderoles et accessoires traditionnels.

### Depuis la fin de l'URSS
Ces dernières années, la couture des vêtements et ustensiles d'église a repris, les insignes de l'armée russe, les emblèmes et les souvenirs sont toujours brodés. Actuellement, les produits artistiques sont fabriqués par l'usine Torjokskié zolotoïtchev, où sont ouverts le Musée de la broderie d'or et la Maison de la ceinture. L'école municipale forme le personnel professionnel de l'usine.
La ville possède son musée d’orfèvrerie, qui raconte l'histoire de la broderie d'or à Torjok et son développement au fil des années. Les expositions présentent de nombreux objets, comme des vêtements, coiffes et icônes. Il y a enfin un musée dans l'Usine de broderie d’orfèvrerie sur la rue de Kalinine. Elle est la seule ville de Russie à avoir gardé ses traditions de broderie d'or.

## Ornement
Au XIXe siècle, pour les tissus denses, on utilisait principalement la « couture forgée » et la couture « rapportée » le long du revêtement de sol. Les plus caractéristiques étaient les motifs floraux, dont le motif principal était une branche de rose avec des fleurs, des boutons et des feuilles, complétée par des boucles, des vrilles et des étincelles, qui adoucissaient la transition entre l'ornement en relief et le fond. À la fin des années 1940 et au début des années 1950, des symboles soviétiques ; étoiles, faucille et marteau, ont également commencé à être introduits sur les motifs ornementaux.